# It Is Fine. Everything Is Fine!
It Is Fine. Everything Is Fine!, reso graficamente come It Is Fine. EVERYTHING IS FINE!, è un film sperimentale indipendente del 2007, diretto e prodotto da Crispin Glover e interpretato da Steven C. Stewart, che ha anche scritto la sceneggiatura.
Stewart soffriva di paralisi cerebrale infantile e morì di questo disturbo nel 2001, un mese dopo la fine delle riprese del film.

## Produzione
Glover ha detto che il copione era nello stile dei film TV degli anni settanta, e disse in una chat online che il film "È una rivisitazione autobiografica, psicosessuale, fantastica del punto di vista della vita di Stewart." A parte le scene finali ed iniziali che erano filmate in una casa di riposo, It Is Fine. Everything Is Fine! venne filmato interamente nel teatro di posa di David Brothers a Salt Lake City, Utah. Glover ha dichiarato che è "probabilmente il miglior film in cui avrà mai lavorato nella sua intera carriera."
It Is Fine. Everything Is Fine! è il secondo film di una trilogia programmata, preceduto da What Is It? e seguito dal prossimo film It Is Mine.

## Accoglienza
Questo film venne premiato al Egyptian Theatre in Park City (Utah) il 23 gennaio 2007 per la proiezione di mezzanotte, con una selezione ufficiale del Sundance Film Festival del 2007. Crispin Glover e David Brothers erano presenti, così come molti membri del cast e della troupe. Glover e Brothers introdussero il film e condussero una lunga discussione e risposero alle domande dopo il film.